# Jurij Chmelnyzkyj

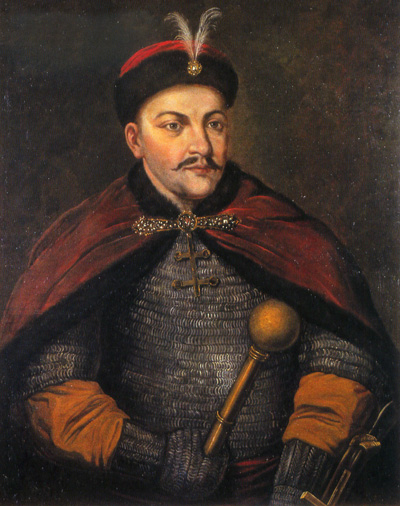
Jurij Chmelnyzkyj

Jurij Bohdanowytsch Chmelnyzkyj (ukrainisch Ю́рій Богданович Хмельни́цький; * 1641 in Tschyhyryn, Polen-Litauen; † etwa 1685 in Kamjanez-Podilskyj) war 1657 und von 1659 bis 1663 Hetman der Ukraine und von 1677 bis 1681 und 1685 Hetman der Rechtsufrigen Ukraine.

## Leben
Jurij Chmelnyzkyj kam 1641 als jüngster Sohn von Bohdan Chmelnyzkyj und seine erste Frau Hanna Somkiwna in Tschyhyryn zur Welt. Er erhielt eine gute Ausbildung, unter anderem an der Kiewer Mohyla-Akademie. Sein Vater Bohdan, der gerne ein erbliches Hetmanat errichten wollte, bezeichnete ihn nach dem Tod des erstgeborenen Sohnes Tymofij (Tymisch) als seinen Nachfolger. Jurij wurde noch zu Lebzeiten seines Vaters zum Hetman gewählt, als jedoch sein Vater starb und klar wurde, dass er als 16-Jähriger nicht die Aufgaben eines Herrschers erfüllen konnte, wurde Iwan Wyhowskyj von den Kosaken zum Hetman gewählt. Nach dessen Abdankung im Jahr 1659 wurde er, vor allem mit Unterstützung der prorussischen Kosaken, erneut zum Hetman gewählt.
Als Reaktion auf die propolnischen politischen Manöver seines Vorgängers Wyhowskyj, war Chmelnyzkyj am 27. Oktober 1659 gezwungen, den von seinem Vater 1654 mit dem Zarenreich geschlossenen Vertrag von Perejaslaw zu erneuern, wobei die darin festgeschriebene Autonomie des Hetmanats innerhalb Russlands diesmal stärker eingeschränkt wurde. Statt wie zuvor in drei Städten durfte Moskau Garnisonen in sechs ukrainischen Städten mitsamt Woiwoden stationieren. Zudem durften gewählte Hetmanen künftig nur noch mit Zustimmung des Zaren ihr Amt antreten. Dies verstärkte die Unzufriedenheit der Bevölkerung mit Chmelnyzkyjs Politik.
1660 plante die in Kiew stationierte russische Armee, angeführt vom Bojaren Wassili Scheremetew, eine Offensive Richtung Warschau, wobei Chmelnyzkyj das Kosakenheer mit den Russen in der Nähe von Tschudniw zusammenführen sollte. Die Polen konnten jedoch die Kosaken bei Slobodyschtsche umzingeln. In dieser Lage legte Chmelnyzkyj einen Treueeid auf den polnisch-litauischen König Johann II. Kasimir ab und unterzeichnete mit den Polen den Vertrag von Slobodyschtsche, durch den das Hetmanat im Russisch-Polnischen Krieg 1654–1667 offiziell auf die polnische Seite wechselte. Die russische Armee Scheremetews, die plötzlich der Übermacht von Polen, ihren Verbündeten Krimtataren und Kosaken gegenüberstand, kapitulierte bei Tschudniw.
Chmelnyzkyjs Seitenwechsel wurde im Hetmanat jedoch von großen Teilen der Bevölkerung als Verrat am Lebenswerk seines Vaters interpretiert und löste einen Bürgerkrieg aus, eine neue Runde des als „Ruin“ bekannten Prozesses der Spaltung und des Niedergangs des Hetmanats. Wie schon zuvor unter Wyhowskyj lehnten viele eine Rückkehr unter die polnische Herrschaft ab. Das Hetmanat zerfiel in zwei Lager, als sich in den Kosakenregimenten der Linksufrigen Ukraine eine prorussische Opposition formierte, die von Chmelnyzkyjs Schwager Jakym Somko angeführt wurde. Im Herbst 1661 und im Sommer 1662 belagerte Chmelnyzkyj mithilfe der Krimtataren Somko und die russische Garnison in Perejaslaw, blieb aber erfolglos, während die mit ihm verbündeten Krimtataren weite Teile der Ukraine plünderten. Als der Gegenseite die Armee des russischen Fürsten Grigori Romodanowski zu Hilfe kam, wurde Chmelnyzkyj in der Schlacht bei Kaniw im Juli 1662 vernichtend geschlagen.
Als Chmelnyzkyj erkannte, dass er nicht mehr in der Lage war die Situation zu kontrollieren, dankte er zu Beginn des Jahres 1663 ab und wurde unter dem Namen Gedeon Mönch im Verklärungs-Kloster von Mhar bei Lubny. Die Teilung des Hetmanats in die nach Russland orientierte Linksufrige und die nach Polen orientierte Rechtsufrige Ukraine manifestierte sich. 1664 wurde Chmelnyzkyj von der polnischen Regierung des Verrats beschuldigt, vom Hetman der rechtsufrigen Ukraine Pawlo Teterja gefangen genommen und bis 1667 in Lwiw festgehalten. Nach seiner Freilassung trat er bei Uman in ein Kloster ein, wo er 1670 (nach anderen Quellen 1673) von den Krimtataren gefangen und nach Konstantinopel verschleppt wurde. Nachdem er dort aus der Haft entlassen worden war, wurde er Archimandrit eines griechisch-orthodoxen Klosters. 1677 konnte er in die Ukraine zurückkehren, da die Türken ihn im Russisch-Türkischen Krieg von 1676 bis 1681 zur Konsolidierung ihrer Ansprüche über die Rechtsufrige Ukraine nutzen wollten. 1677 erklärte er sich zum Hetman der Rechtsufrigen Ukraine und versuchte 1678/79, mit Unterstützung tatarischer und osmanischer Truppen die Linksufrige Ukraine zu erobern. Nachdem ihm dies, trotz großer Brutalität, nicht gelang, wurde er Anfang Juni 1681 als Hetman abgesetzt und in Folge seiner erfolglosen Regierung  vom Sultan in die Türkei zurückgerufen.
Über seinen Tod gibt es unterschiedliche Angaben: Eventuell starb er auf der Fahrt nach Konstantinopel oder aber er wurde in Kamjanez-Podilskyj oder in Konstantinopel erwürgt.
Dass er in die Ukraine zurückkehrte und 1685 kurzfristig erneut Hetman der Rechtsufrigen Ukraine wurde, lässt sich nicht anhand von dokumentarischen Quellen belegen.

## Nachwirkung
Insgesamt wird Jurij Chmelnyzkyj als unausgewogene Person und schwacher Herrscher gesehen, dessen Lebenswerk sich als schädlich für den Versuch der Errichtung eines ukrainischen Staats erwies.